# NGC 3445
NGC 3445 (również PGC 32772, UGC 6021 lub Arp 24) – magellaniczna galaktyka spiralna z poprzeczką (SBm), znajdująca się w gwiazdozbiorze Wielkiej Niedźwiedzicy. Odkrył ją William Herschel 8 kwietnia 1793 roku. Prawdopodobnie oddziałuje grawitacyjnie z sąsiednią, znacznie mniejszą galaktyką PGC 32784.